# Chrysoesthia
Genre
Le genre Chrysoesthia regroupe de petits lépidoptères (papillons) de la famille des Gelechiidae.

## Principales espèces(à continuer)
- Chrysoesthia drurella (Fabricius, 1775)